# ادندارف
ادندارف (به آلمانی: Adendorf) یک شهر در آلمان است.

## خصوصیات
ادندارف ۱۶٫۰۸ کیلومترمربع مساحت دارد ۲۳ متر بالاتر از سطح دریا واقع شده‌است.